# Жюль Ромен
Жюль Ромен (Ромэн; фр. Jules Romains), настоящее имя Луи Анри́ Фаригу́ль (Louis Henri Farigoule; 26 августа 1885, Сен-Жюльен-Шаптёй — 14 августа 1972, Париж) — французский писатель, поэт и драматург; автор самого длинного в мире романа, в 27 томах, «Люди доброй воли» (Les Hommes de bonne volonte, 1932—1947), посвящённого событиям во Франции в период с 1908 по 1933 год. Член Французской академии (1946).

## Жизнь и творчество
Сын учителя. Изучал в Сорбонне философию и биологию, затем был профессором в университетах Бреста, Парижа и Ниццы.
В 1906 году группа молодых поэтов (Рене Аркос, П. Ж. Жув, Жорж Дюамель, Альбер Глез, Анри Мартен, Шарль Вильдрак) образовала литературное объединение «Аббатство», поставив себе задачей вернуть поэзии социальное содержание и «человечность» (в противоположность асоциальному и антигуманистическому символизму). Вскоре к этой группе примкнул Жюль Ромен, фактически ставший её вождём. В 1908 году выходит первый поэтический сборник Жюля Ромена под названием «Единодушная жизнь» (La Vie unanime), давший начало унанимизму (единодушию). Мировоззрение унанимизма рассматривает задачу художника как изобретение «единодушной» жизни существ и вещей, которое возможно, если интуитивно постичь «душу» человека, «духовную жизнь» предметов и явлений природы, если обнаружить некую мистическую связь между ними. Связь эта и есть «общая душа» того или иного случайно образовавшегося или постоянного коллектива, сборища, группы.
В 1909–1919 годах Ромен преподавал в лицеях.
Поэтическая практика Ромена, целиком соответствующая его теории и его тенденциям «мистического коллективизма», отражена в ряде сборников стихов, важнейшие из которых:
- «Vie unanime» («Единодушная жизнь», 1908),
- «Premier livre de prières» («Первая книга молитв»),
- «Odes et prieres» («Оды и молитвы», 1913),
- «Europe» («Европа», 1919).

Кроме стихов он писал романы и новеллы:
- «La mort de quelqu’un» («Чья-то смерть», 1911),
- «Le vin blanc de la Villette» («Белое вино Ла-Виллет», 1915—1921),
- «Les copains» («Приятели», 1913),
- «Donogoo-Tonka» («Доногоо-Тонка», 1920),
- «Lucienne» («Люсьенна», 1922),
- «Dieu tles corps» («Бог плоти», 1928),
- «Quand le navire…» («Когда корабль…», 1903) и др.,

драмы:
- «Gromedeyre le Vieil» («Кромдейр старый», 1911),
- в 1914 году он пишет антивоенную драму «Армия в городе»;
- «Monsieur le Trouliadec» («Г-н Ле-Труадек», 1920),
- «Dictateur» («Диктатор», 1920) и др.

В 1923 году появляется сатирическая комедия Ромена «Кнок, или Торжество медицины» (Knok ou Le triomphe de la medecine), поставленная Жуве и имевшая огромный успех в Европе. В комедии рассказывается о мошеннике, притворяющемся доктором. В том же 1923-м году писатель создаёт роман и одноимённую комедию для театра «Месье ле Труадек развлекается» (Monsieur le Trouhadec saisi par la debauche), а в 1925 — пьесу «Женитьба ле Труадека». Обе комедии были поставлены Жуве на французской сцене. Впервые же образ ловкого плута Ива ле Труадека появляется в киноромане Жюля Ромена «Доногоо-Тонка» ещё в 1919 году.
В 1926 и в 1930-м годах соответственно из-под пера мастера выходят пьесы «Диктатор» и «Мюсс, или Школа лицемерия». Однако главным трудом писателя является его 27-томная эпопея «Люди доброй воли» (Les Hommes de bonne volonte, 1932—1947), посвящённая событиям во Франции в период с 1908 по 1933 годы.
В 1935 году становится одним из основателей «Франко-германского комитета», что вызвало обвинения в его симпатиях к нацистам. В 1936 году избирается председателем международного ПЕН-клуба. С началом оккупации Франции немецкими войсками писатель эмигрирует в США, живёт в Нью-Йорке. В 1946 году возвращается на родину, в том же году избирается во Французскую академию на место исключённого коллаборациониста Абеля Боннара. В 1953—1971 годы сотрудничал в парижском журнале Аврора.
Его жена Лиза умерла в 1997 году, оба похоронены на кладбище Пер-Лашез (3 участок).
В 1935—1966 годах 16 раз выдвигался на Нобелевскую премию по литературе.